# ジェーン海軍年鑑

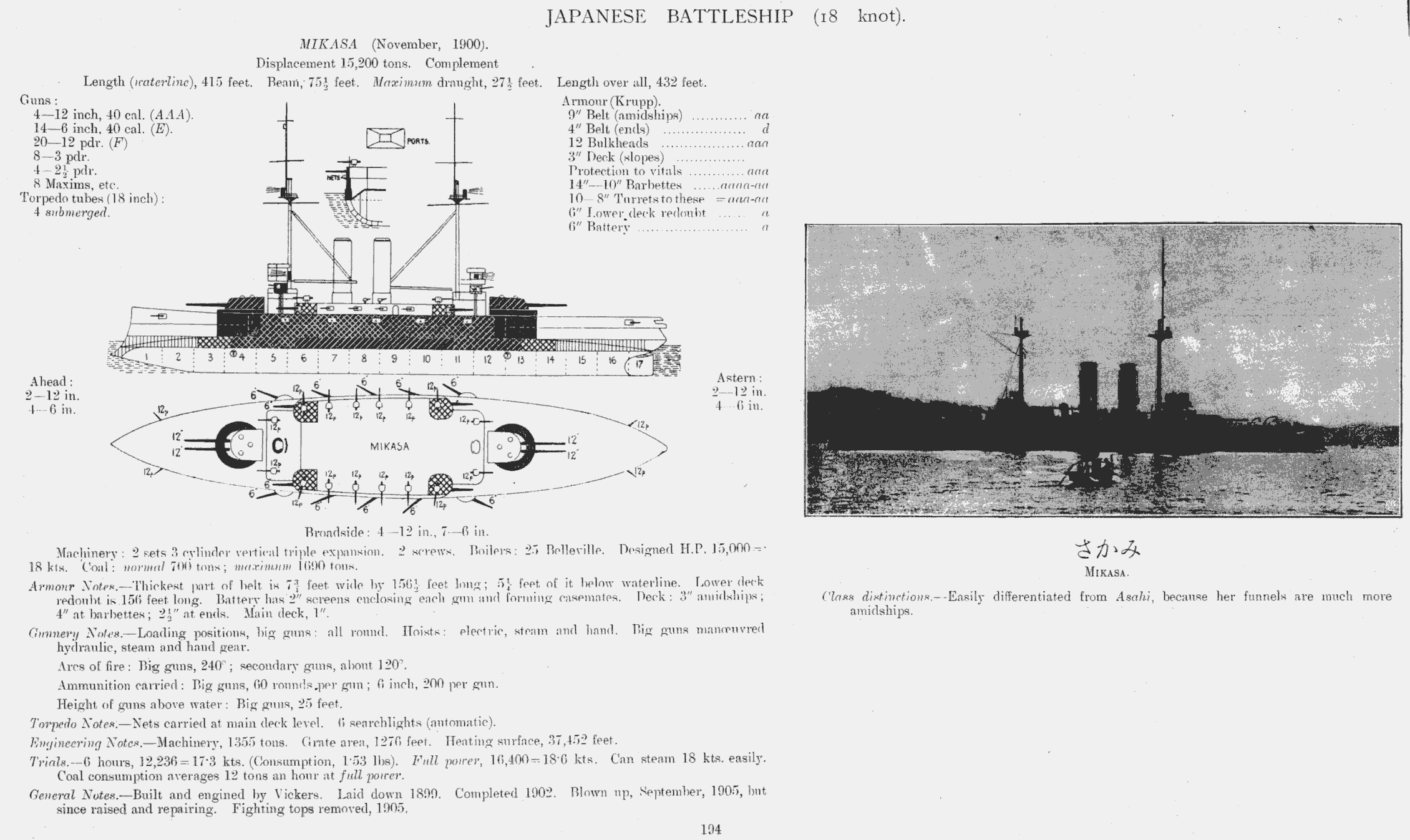
戦艦三笠の項目
JANE'S FIGHTING SHIPS 1906-07, Edited by Fred T. Jane, Published by Sampson Low, Marston, 1906

ジェーン海軍年鑑（Jane's Fighting Ships）は、英国で出版されている年鑑。軍艦のみを扱う『All the world's fighting ships』というタイトルで創刊されたが、扱う対象分野が徐々に広がっていき、軍艦を扱うものは『Jane's Fighting Ships』として『ジェーン年鑑（Jane's Yearbook）』の一つになっている。

## 内容
1898年にジョン・F・T・ジェーンが創刊して以来、毎年発行されている。出版社はジェーン・インフォメーション・グループの親会社であるIHS Markit社である。本文は英語であり、各国の海軍などに配備された軍艦の船種ごとに性能・装備などがまとめられている。
一般に、艦艇の基礎情報に関する代表的な資料であり、各施設、研究機関の他に、戦前から現在に至るまで各国の主要艦艇にはこの年鑑が常備されている。報道や出版物発行の際に本書が引用されることも多い。

## 歴史
1898年の創刊当時、『ジェーン年鑑（Jane's Yearbook）』は『All the world's fighting ships』というタイトルで、軍艦のみを扱っていた。しかし1909年、航空機を扱った『Jane's all the world's aircraft』が刊行されるなど、同年鑑は徐々に対象分野が広がっていき、軍艦を扱う年鑑は『Jane's Fighting Ships』というタイトルで発刊されるようになった。
イギリスで発刊されている都合上、西側諸国、特に欧米系のデータは詳細だがアジア系のものは誤記（艦艇の名前の誤記など）が散見される。また、冷戦時代の名残で、旧東側諸国についてもしばしば実態と異なる記述がなされている。その中でも、1990年代末頃に多くのロシア海軍艦艇が極端に活動を低下させたことからジェーン年鑑では相当数の艦艇が除籍されたものと誤認し、記述を抹消した事例が挙げられる。間違いに気付いたジェーン年鑑は後日記述を復帰するという異例の修正を行っているが、実際に現役の確認がされている艦艇についても修正が実施されたのは一部についてのみで、多くは抹消されたままである。
CDおよびマイクロフィルムでも入手することができるようになったが、近年では記述量の増大やカラー化で価格が上がっている。為替相場の変動なども加わり、ここ数年は一冊十万円を超えるようになってしまったため、個人レベルでの入手は困難になっている。また、個人レベルでの購入が期待できなくなったために取扱いを中止した書店もあり、ますます入手が難しくなる悪循環にある。
2019年現在、公式サイトから直接購入できる。『Fighting Ships Yearbook 19/20』のJapan向け価格は、US$ 1,570-。